# Contentpolis-AMPO

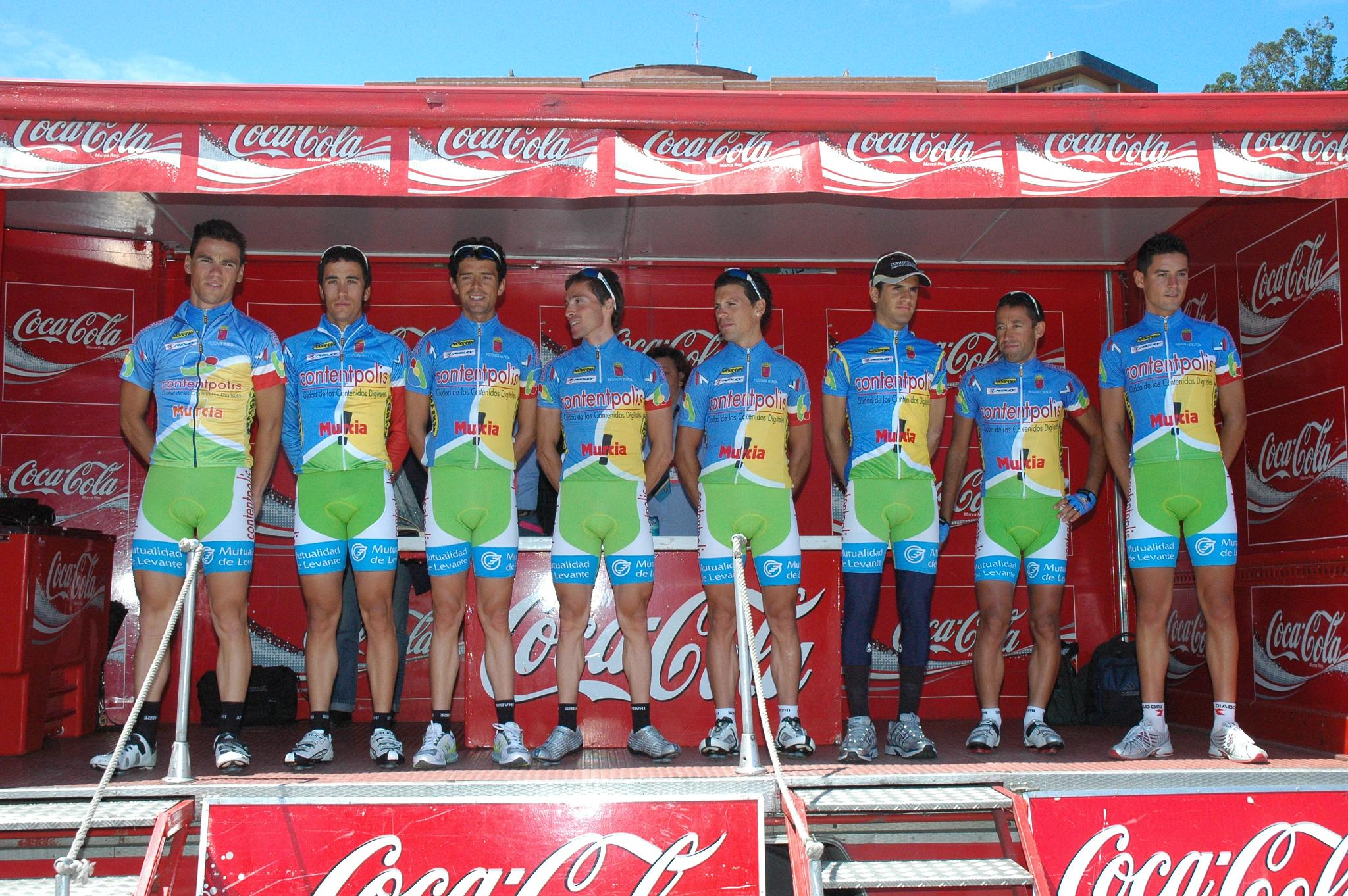
Das Team bei der Euskal Bizikleta 2008

Contentpolis-AMPO war ein spanisches Radsportteam.
Die Mannschaft wurde mit einer Lizenz als Continental Team unter dem Namen Grupo Nicolás Mateos gegründet und nahm hauptsächlich an Rennen der UCI Europe Tour teil. Manager ist Oscar Guerrero, der von Manuel López und José Antonio Ortuno als Sportlicher Leiter unterstützt wird. 2008 fuhren sie als Professional Continental Team unter dem Namen Contentpolis-Murcia und 2009 unter dem jetzigen Namen. Das Team wurde Ende 2009 aufgelöst.

## Saison 2009

### Erfolge in der UCI ProTour
Bei den Rennen der UCI ProTour im Jahr 2009 gelangen dem Team nachstehende Erfolge.
| Datum   | Rennen                         | Sieger         |
| ------- | ------------------------------ | -------------- |
| 21. Mai | 4. Etappe Katalonien-Rundfahrt | Julián Sánchez |

### Erfolge in den Continental Circuits
Bei den Rennen des UCI Continental Circuits gelangen dem Team nachstehende Erfolge.
| Datum        | Rennen                                               | Kat. | Sieger           |
| ------------ | ---------------------------------------------------- | ---- | ---------------- |
| 13. Juni     | 3. Etappe Grande Prémio CTT Correios de Portugal     | 2.1  | Adrián Palomares |
| 11.–14. Juni | Gesamtwertung Grande Prémio CTT Correios de Portugal | 2.1  | Adrián Palomares |
| 14. August   | 8. Etappe Volta a Portugal                           | 2.HC | Oleh Tschuschda  |
| 5. Oktober   | 1. Etappe Vuelta a Chihuahua                         | 2.1  | Javier Benítez   |
| 6. Oktober   | 2. Etappe Vuelta a Chihuahua                         | 2.1  | Javier Benítez   |
| 10. Oktober  | 6. Etappe Vuelta a Chihuahua                         | 2.1  | Javier Benítez   |

### Zugänge – Abgänge
| Zugänge                  | Team 2008                  | Abgänge           | Team 2009           |
| ------------------------ | -------------------------- | ----------------- | ------------------- |
| Dionisio Galparsoro      | Euskaltel-Euskadi          | Manuel Calvente   | Andalucia-Cajasur   |
| Mikel Gaztañaga          | Agritubel                  | Rafael Rodríguez  | Supermercados Froiz |
| Claudio José Casas       | Andalucia-Cajasur          | Jesús Buendia     | Unbekannt           |
| Javier Benítez           | Benfica                    | Javier Chacón     | Unbekannt           |
| Aitor Pérez              | Extremadura-Grupo Gallardo | José Miguel Elías | Unbekannt           |
| Francisco José Torres    | Barbot-Siper               | José Carlos López | Unbekannt           |
| Óscar García-Casarrubios | Ex-Profi (Relax-GAM 2007)  | Alberto Rodríguez | Unbekannt           |
| Gorka Izagirre           | Neoprofi                   | Jorge Sánchez     | Unbekannt           |
| Pedro José Vera          | Neoprofi                   |                   |                     |

### Mannschaft
| Name                     | Geburtstag         | Nationalität | Team 2010                    |
| ------------------------ | ------------------ | ------------ | ---------------------------- |
| Javier Benítez           | 3. Januar 1979     | Spanien      | Guerola-Valencia Terra I Mar |
| Claudio José Casas       | 25. Februar 1982   | Spanien      |                              |
| Sergio Domínguez         | 12. April 1986     | Spanien      |                              |
| Javier Etxarri           | 16. August 1986    | Spanien      |                              |
| Dionisio Galparsoro      | 13. August 1978    | Spanien      |                              |
| Óscar García-Casarrubios | 7. Juni 1984       | Spanien      | Heraklion Kastro-Murcia      |
| Mikel Gaztañaga          | 30. Dezember 1979  | Spanien      |                              |
| José Herrada             | 1. Oktober 1985    | Spanien      | Caja Rural                   |
| Gorka Izagirre           | 7. Oktober 1987    | Spanien      | Euskaltel-Euskadi            |
| Francisco José Pacheco   | 27. März 1982      | Spanien      | Xacobeo Galicia              |
| Adrián Palomares         | 18. Februar 1976   | Spanien      |                              |
| Aitor Pérez              | 24. Juli 1977      | Spanien      | Footon-Servetto              |
| Rubén Reig               | 29. September 1986 | Spanien      | Caja Rural                   |
| Julián Sánchez           | 26. Februar 1980   | Spanien      |                              |
| Rafael Serrano           | 15. Juli 1987      | Spanien      | Heraklion Kastro-Murcia      |
| Eloy Teruel              | 20. November 1982  | Spanien      |                              |
| Oleh Tschuschda          | 8. Mai 1985        | Ukraine      | Caja Rural                   |
| Manuel Vázquez           | 31. März 1981      | Spanien      | Andalucía-Cajasur            |
| Pedro José Vera          | 26. Februar 1984   | Spanien      |                              |

## Platzierungen in UCI-Ranglisten
UCI America Tour
| Saison | Mannschaftswertung | Fahrerwertung         |
| ------ | ------------------ | --------------------- |
| 2009   | 24.                | Javier Benítez (104.) |

UCI Europe Tour
| Saison | Mannschaftswertung | Fahrerwertung           |
| ------ | ------------------ | ----------------------- |
| 2006   | 52.                | Javier Benítez (43.)    |
| 2007   | 81.                | Diego Milán (336.)      |
| 2008   | 17.                | Manuel Vázquez (24.)    |
| 2009   | 34.                | Adrián Palomares (138.) |

UCI World Calendar
| Saison | Mannschaftswertung | Fahrerwertung         |
| ------ | ------------------ | --------------------- |
| 2009   | 28.                | Manuel Vázquez (137.) |